# Замок Таллиналли
Замок Таллиналли (англ. Tullynally Castle) — один из замков Ирландии, расположенный в графстве Уэстмит. 

## История
На месте замка Таллинали в XVII веке стоял укрепленный дом. Землю вокруг замка Таллинали получил в 1665 году Генри Пакенгем — бывший капитан армии парламентаристов во время гражданской войны на британских островах. Землю и имение Таллинали он получил в качестве компенсации вместо оплаты долга, его божница не мог оплатить. Его внук — Томас Пакенгем получил титул барона Лонгфорд в 1756 году. Внук Томаса Пакенгема, еще один Томас Пакенгем, III барон Лонгфорд унаследовал титул графа Лонгфорд в 1794 году от своей бабушки — графини Лонгфорд. 
II граф Лонгфорд перестроил укрепленный дом XVII века в неоготическом стиле в начале 1800-х годов, достроив к нему и ров с водой. В это время замок выглядел больше как средневековый замок, чем любой другой особняк тех времен в Ирландии. С тех пор замком Таллинали владело несколько поколений семьи Пакенгем. На сегодня замком Таллинали владеет Томас Пакенгем, VIII граф Лонгфорд. Сейчас это самый большой дом в Ирландии, находится в частном владении одного человека. 
В этом замке родился и воспитывался генерал британской армии сэр Эдвард Пакенгем. 